# Грб Лесковца
Грб Лесковца је званични симбол Града Лесковца и постојан је у три нивоа — као основни или мали, средњи и велики грб.
Град Лесковац не поседује историјски грб. Природни и континуирани развој средњовековних хералдичких наука и примене принципа је прекинут османлијском најездом у 15. веку. Седамдесетих година 20. века усвојен је амблем општине Лесковац. Тај амблем спада у боља парахералдичка решења свога доба. 
Важећи грб општине Лесковац усвојен је 12.03.2005. године. 
Грб евоцира историјско и културно наслеђе Лесковца. Плаво је боја неба, светости, воде и мира. Актуелни амблем Лесковца има плаву основу. Плаво старински „мораво”, алудира на назив реке Мораве, чији је слив хидролошка окосница југа Србије. 
Златно је боја светости, непропадљивости и непроменљивости кроз време. Крст од двоструко уплетеног гајтана има двоструко значење: крст је симбол страдања и васкрсења, симбол цивилизације којој припадамо, а уже подсећа на настанак ужарске и гајтанарске производње из које се развила специфична занатска и индустријска афизиономија Лесковца. Крст је такође знак раскрснице путева. Лесковац је, као град и трговиште, центар те раскрснице и место разапето на крсту страдања у ратовима, много пута васкрсло из пепела сопствених стратишта. Златни плодови леске алудирају на лесковачки топоним.
Црвени двоглави орао на сребрном штиту, који се види на застави Лесковца, подсећа на време када је Стефан Немања задобио Дубочицу од Византије. Као посебна владарска ознака у Ромејском царству, црвени орао је заштићени знак деспота, севастократора и кесара и у том својству су га користили српски владари Немањићке лозе све до царског крунисања Стефана Душана. Златна бедемска круна са четири видљива мерлона део је стандардног хералдичког репертоара којим се дефинише природа територијалног грба и административни ранг и величина Титулара; шест мерлона (четири видљива) означавају да Титулар има више од 100.000 житеља на својој територији.
Конопља и леска, као део полувенца који окружује Средњи грб, подсећају на име града и на чињеницу да је лесковачка привреда била заснована на гајењу и преради конопља. Леска је приказана у злату како би се подвукла разлика између реалног и симболичног. Лавови као држачи засновани су на хералдичком наслеђу лесковачког краја. Апокрифни грб Дарданије, која је шири археолошко-историјски оквир коме припада и Лесковачка котлина, популарисао је Христофор Жефаровић посредством своје „Стематографије”, и као такав налазио се једно време у саставу патријаршког грба и на стегу уз десног чувара павиљонског грба српског Краљевског дома. Тог лава карактерише црвена тинктура и црни коронет, као и удвојени реп. Хералдички лав породице Бранковић, која је у дужем периоду господарила овим подручјем, такође је црвен. Овде је његова тинктура измењена у „мораву”, односно плаву, као алузија на слив Јужне Мораве. Оба лава, десни и леви чувар, својим бојама подсећају на прву познату српску заставу за коју се зна да је била „црвена и плава”.
Грб Града и насељеног места Лесковац користи се у три нивоа, као Основни, Средњи и Велики. Грбом и стегом се изражава и представља припадност Граду Лесковац. Они се могу употребљавати само у облику, са садржином и на начин предвиђен Одлуком о грбу и стегу Града Лесковца.